# 甘肃省图书馆
甘肃省图书馆（简称甘图）是甘肃省兰州市的一座综合性公共图书馆，目前是中国西北地区的中心图书馆。馆址位于兰州市城关区南滨河东路488号。

## 历史
甘肃省图书馆最早可以追溯到成立于1916年的甘肃省公立图书馆。1932年改称甘肃省立图书馆，1942年改称甘肃省立兰州图书馆。1949年8月，兰州市军事管制委员会接管甘肃省立兰州图书馆和国立兰州图书馆。同年10月22日，两馆合并，定名为兰州人民图书馆。馆址位于通渭路原国立兰州图书馆所在地。行政上隶属甘肃省文教厅领导。
1951年1月，改归西北军政委员会文化部领导，同年5月改称西北人民图书馆。1953年10月，改称甘肃省图书馆，隶属省文化局领导。1968年10月23日，成立甘肃省图书馆革命委员会。1983年，省文化厅决定甘肃省图书馆为县级事业单位。1984年，升格为副地级建制:584。
1962年，甘肃省人民委员会拨给省图书馆白银路75号两层楼房一栋，占地面积6907.38平方米。1968年，拆除原通渭路中文基本书库和简易书库，建成470平方米的书库。:5841965年，辽宁省文化厅向文化部请示，因应战备需要，希望将沈阳市文溯阁收藏的《四库全书》运往西北。国务院决定将其运往甘肃省兰州市。文溯阁本四库全书在1966年10月13日抵达兰州，随后运往甘肃省图书馆、甘肃省博物馆在鲁土司衙门的战备仓库。1971年，建成榆中县甘草店《四库全书》书库（简称甘草店书库），面积2400平方米:584。
1986年，位于南河滩的主馆大楼建成使用。建筑面积1.8万平方米，外表为“品”字形。书库主体15层，阅览楼4层，设10个阅览室，座位600个，为当时西北地区规模最大的图书馆。
2003年，馆舍再次进行全面改造和扩建，增加了综合业务楼。2005年，在九州台建成文溯阁《四库全书》藏书馆。馆舍总面积达3.7万平方米。
2008年，入选全国古籍重点保护单位。2013年，入选国家一级图书馆。2014年，被文化部授予“全国古籍保护先进单位”称号。
2015年，甘肃省图书馆穆斯林分馆挂牌成立。

## 对外关系
1958年，甘肃省图书馆根据文化部关于落实中苏文化合作协定的指示，与苏联乌兹别克苏维埃社会主义共和国图书馆建立图书交换关系:585。
1978年全国科学大会召开后，甘肃省图书馆成为国家对外图书交换十家试点图书馆之一。1979年，开始收藏联合国教科文组织出版物。1985年，与美国国会图书馆、澳大利亚新南威尔士州立图书馆、新西兰坎特伯雷公立图书馆、日本秋田县立图书馆建立国际交换关系:585。

## 馆藏
| 甘肃省图书馆藏书量推移图（单位：万册） |
|                                        |

甘肃省图书馆的特色馆藏资源是古籍和西北地方文献。珍藏有敦煌写经382件、宋元刻本30余部和专设分馆保藏的文溯阁本《四库全书》。其中有124部古籍珍本入选国务院公布的《国家珍贵古籍名录》；353部古籍珍本入选甘肃省人民政府公布的《甘肃省珍贵古籍名录》。

## 机构设置
甘肃省图书馆为省属副地级建制，设有18个业务行政部门：
- 采编部
- 典阅部
- 报刊部
- 信息咨询部
- 历史文献部
- 研究辅导部
- 现代技术应用部
- 文溯阁《四库全书》藏书馆
- 甘肃省古籍保护中心
- 全国文化信息资源共享工程甘肃省分中心
- 继续教育中心
- 会议展览中心
- 党委办公室
- 综合业务处
- 行政办公室
- 计财处

甘肃省图书馆的挂靠单位有：
- 甘肃省中心图书馆委员会
- 甘肃省图书馆学会
- 甘肃省《四库全书》研究会
- 《图书与情报》编辑部
- 甘肃省图书馆书画研究院

## 历任馆长
| 姓名   | 任期                  | 参考       |
| ------ | --------------------- | ---------- |
| 陆泰安 | 1949年－1953年        |            |
| 陆长林 | 1953年－1955年        |            |
| 杨同璞 | 1955年－1963年        |            |
| 李隆盛 | 1968年                | 革委会主任 |
| 黄文清 | 1980年－1983年        |            |
| 傅铁   | 1983年－1985年        |            |
| 潘寅生 | 1985年－？            |            |
| ...    |                       |            |
| 郭向东 | 2002年11月－2017年7月 | [ 11 ]     |
| 李素平 | 2019年4月－2020年6月  | [ 12 ]     |
| 肖学智 | 2020年6月－           | [ 13 ]     |